# باول كيرن
بول كيرن (1884 - 1955) كان جنديا هنغاريا خلال الحرب العالمية الأولى. في 24 يونيو 1915، أطلق جندي روسي النار على رأسه خلال هجوم على بلدة كليبوفيتش في غاليسيا. تم استخراج الرصاصة من الفص الأمامي. بدلا من قتله، تسبب هذا في عدم قدرته على النوم منذ ذلك الحين.

## الخدمة العسكرية والحالة النادرة
بسبب الطلقة تم نقله إلى المستشفى في ليمبرغ، فقد جزءا من فصه الأيمن. وكان الأطباء ينتظرون وفاته، ولكن بعد بضعة أيام استيقظ، ومنذ ذلك الحين، لم يتمكن من العودة إلى النوم. وعالج إرنست فراي، أستاذ الأمراض العقلية والعصبية في جامعة إيوتفوس لوراند، كيرن لكنه لم يتمكن من العثور على سبب لهذا المرض. بعد ذلك ترك الجيش، وانتقل كيرن إلى بودابست. أثناء وجوده هناك، عمل يوميا في قسم المعاشات التقاعدية. وخلال السنوات التالية لم ينم على الإطلاق، وتوفي في 16 فبراير 1955.